# Pallavolo ai Giochi della XXVIII Olimpiade - Torneo femminile
La pallavolo femminile ai Giochi della XXVIII Olimpiade si è svolta dal 14 al 28 agosto 2004 ad Atene, in Grecia, durante i Giochi della XXVIII Olimpiade: al torneo hanno partecipato 12 squadre nazionali e la vittoria finale è andata per la seconda volta alla Cina.

## Qualificazioni
Al campionato olimpico hanno partecipato la nazionale del paese ospitante, le prime tre squadre classificate nel corso della Coppa del Mondo 2003, la prima classificata di ogni torneo di qualificazione continentale e le prime tre classificate al torneo di qualificazione mondiale.

## Impianti
|                                                                                          |
|                                                                                          |
| Stadio della pace e dell'amicizia Città: Il Pireo Capienza: 14 776 Anno d'apertura: 1985 |

## Squadre partecipanti
| Squadra         | Qualificazione                               | Ultima partecipazione |
| --------------- | -------------------------------------------- | --------------------- |
| Brasile         | 2ª alla Coppa del Mondo 2003                 | Sydney 2000           |
| Cina            | 1ª alla Coppa del Mondo 2003                 | Sydney 2000           |
| Corea del Sud   | 2ª al torneo di qualificazione mondiale      | Sydney 2000           |
| Cuba            | 1ª al torneo di qualificazione nordamericano | Sydney 2000           |
| Germania        | 1ª al torneo di qualificazione europeo       | Sydney 2000           |
| Giappone        | 1ª al torneo di qualificazione mondiale      | Atlanta 1996          |
| Grecia          | Paese organizzatore                          | Debutto               |
| Kenya           | 1ª al torneo di qualificazione africano      | Sydney 2000           |
| Italia          | 4ª al torneo di qualificazione mondiale      | Sydney 2000           |
| Rep. Dominicana | 1ª al torneo di qualificazione sudamericano  | Debutto               |
| Russia          | 3ª al torneo di qualificazione mondiale      | Sydney 2000           |
| Stati Uniti     | 3ª alla Coppa del Mondo 2003                 | Sydney 2000           |

## Torneo

### Fase a gironi
| Girone A      | Girone B        |
| ------------- | --------------- |
| Brasile       | Cina            |
| Giappone      | Cuba            |
| Grecia        | Germania        |
| Kenya         | Rep. Dominicana |
| Italia        | Russia          |
| Corea del Sud | Stati Uniti     |

#### Girone A

##### Risultati
| 14 agosto 2004 Stadio della pace e dell'amicizia, Il Pireo Durata: 1h:07 - Spettatori: 2 600 | Giappone      | 0 - 3 | Brasile       | 21-25, 22-25, 21-25               |
| 14 agosto 2004 Stadio della pace e dell'amicizia, Il Pireo Durata: 0h:59 - Spettatori: 2 650 | Grecia        | 3 - 0 | Kenya         | 25-7, 25-22, 25-14                |
| 14 agosto 2004 Stadio della pace e dell'amicizia, Il Pireo Durata: 1h:08 - Spettatori: 2 200 | Corea del Sud | 0 - 3 | Italia        | 17-25, 13-25, 19-25               |
| 16 agosto 2004 Stadio della pace e dell'amicizia, Il Pireo Durata: 1h:10 - Spettatori: 500   | Kenya         | 0 - 3 | Brasile       | 16-25, 27-29, 12-25               |
| 16 agosto 2004 Stadio della pace e dell'amicizia, Il Pireo Durata: 1h:05 - Spettatori: 2 800 | Italia        | 3 - 0 | Giappone      | 25-16, 25-13, 25-17               |
| 16 agosto 2004 Stadio della pace e dell'amicizia, Il Pireo Durata: 1h:33 - Spettatori: 3 000 | Grecia        | 1 - 3 | Corea del Sud | 25-20, 19-25, 15-25, 22-25        |
| 18 agosto 2004 Stadio della pace e dell'amicizia, Il Pireo Durata: 1h:10 - Spettatori: 750   | Corea del Sud | 3 - 0 | Kenya         | 25-16, 25-20, 25-19               |
| 18 agosto 2004 Stadio della pace e dell'amicizia, Il Pireo Durata: 1h:33 - Spettatori: 5 850 | Giappone      | 3 - 1 | Grecia        | 25-10, 20-25, 25-21, 25-22        |
| 18 agosto 2004 Stadio della pace e dell'amicizia, Il Pireo Durata: 1h:35 - Spettatori: 5 300 | Brasile       | 3 - 2 | Italia        | 19-25, 25-13, 22-25, 25-16, 15-13 |
| 20 agosto 2004 Stadio della pace e dell'amicizia, Il Pireo Durata: 1h:21 - Spettatori: 6 500 | Corea del Sud | 3 - 0 | Giappone      | 25-21, 26-24, 25-21               |
| 20 agosto 2004 Stadio della pace e dell'amicizia, Il Pireo Durata: 1h:09 - Spettatori: 8 500 | Grecia        | 0 - 3 | Brasile       | 22-25, 22-25, 11-25               |
| 20 agosto 2004 Stadio della pace e dell'amicizia, Il Pireo Durata: 1h:06 - Spettatori: 4 290 | Kenya         | 0 - 3 | Italia        | 17-25, 13-25, 14-25               |
| 22 agosto 2004 Stadio della pace e dell'amicizia, Il Pireo Durata: 1h:03 - Spettatori: 2 800 | Giappone      | 3 - 0 | Kenya         | 25-8, 25-17, 25-14                |
| 22 agosto 2004 Stadio della pace e dell'amicizia, Il Pireo Durata: 1h:08 - Spettatori: 9 392 | Italia        | 3 - 0 | Grecia        | 25-19, 25-19, 25-22               |
| 22 agosto 2004 Stadio della pace e dell'amicizia, Il Pireo Durata: 1h:12 - Spettatori: 8 020 | Brasile       | 3 - 0 | Corea del Sud | 25-19, 25-18, 25-23               |

#### Classifica
| Pos | Squadra       | Pt | G | V | P | SV | SP | Ratio | PF  | PS  | Ratio |
| --- | ------------- | -- | - | - | - | -- | -- | ----- | --- | --- | ----- |
| 1.  | Brasile       | 10 | 5 | 5 | 0 | 15 | 2  | 7,500 | 410 | 326 | 1,258 |
| 2.  | Italia        | 9  | 5 | 4 | 1 | 14 | 3  | 4,667 | 392 | 305 | 1,285 |
| 3.  | Corea del Sud | 8  | 5 | 3 | 2 | 9  | 7  | 1,286 | 355 | 352 | 1,009 |
| 4.  | Giappone      | 7  | 5 | 2 | 3 | 6  | 10 | 0,600 | 346 | 343 | 1,009 |
| 5.  | Grecia        | 6  | 5 | 1 | 4 | 5  | 12 | 0,417 | 349 | 383 | 0,911 |
| 6.  | Kenya         | 5  | 5 | 0 | 5 | 0  | 15 | 0,000 | 236 | 379 | 0,623 |

#### Girone B

##### Risultati
| 14 agosto 2004 Stadio della pace e dell'amicizia, Il Pireo Durata: 2h:00 - Spettatori: 1 100 | Cuba            | 2 - 3 | Germania        | 25-20, 26-24, 22-25, 15-25, 15-17 |
| 14 agosto 2004 Stadio della pace e dell'amicizia, Il Pireo Durata: 1h:00 - Spettatori: 1 100 | Rep. Dominicana | 0 - 3 | Russia          | 17-25, 13-25, 16-25               |
| 14 agosto 2004 Stadio della pace e dell'amicizia, Il Pireo Durata: 1h:49 - Spettatori: 2 300 | Cina            | 3 - 1 | Stati Uniti     | 25-21, 23-25, 25-22, 25-18        |
| 16 agosto 2004 Stadio della pace e dell'amicizia, Il Pireo Durata: 1h:09 - Spettatori: 474   | Cina            | 3 - 0 | Rep. Dominicana | 25-20, 25-16, 25-16               |
| 16 agosto 2004 Stadio della pace e dell'amicizia, Il Pireo Durata: 1h:52 - Spettatori: 2 800 | Stati Uniti     | 3 - 1 | Germania        | 25-22, 25-22, 22-25, 27-25        |
| 16 agosto 2004 Stadio della pace e dell'amicizia, Il Pireo Durata: 1h:55 - Spettatori: 2 900 | Russia          | 2 - 3 | Cuba            | 24-26, 25-19, 27-25, 19-25, 13-15 |
| 18 agosto 2004 Stadio della pace e dell'amicizia, Il Pireo Durata: 2h:12 - Spettatori: 750   | Rep. Dominicana | 3 - 2 | Stati Uniti     | 26-24, 22-25, 27-25, 23-25, 19-17 |
| 18 agosto 2004 Stadio della pace e dell'amicizia, Il Pireo Durata: 1h:52 - Spettatori: 4 300 | Cuba            | 3 - 2 | Cina            | 25-19, 22-25, 15-25, 25-21, 15-13 |
| 18 agosto 2004 Stadio della pace e dell'amicizia, Il Pireo Durata: 1h:18 - Spettatori: 5 300 | Germania        | 0 - 3 | Russia          | 29-31, 11-25, 18-25               |
| 20 agosto 2004 Stadio della pace e dell'amicizia, Il Pireo Durata: 1h:08 - Spettatori: 1 630 | Cina            | 3 - 0 | Germania        | 25-18, 25-15, 25-16               |
| 20 agosto 2004 Stadio della pace e dell'amicizia, Il Pireo Durata: 1h:11 - Spettatori: 2 323 | Rep. Dominicana | 0 - 3 | Cuba            | 23-25, 17-25, 23-25               |
| 20 agosto 2004 Stadio della pace e dell'amicizia, Il Pireo Durata: 1h:55 - Spettatori: 4 473 | Stati Uniti     | 2 - 3 | Russia          | 25-20, 17-25, 25-20, 18-25, 11-15 |
| 22 agosto 2004 Stadio della pace e dell'amicizia, Il Pireo Durata: 1h:11 - Spettatori: 2 300 | Germania        | 3 - 0 | Rep. Dominicana | 25-16, 25-19, 25-21               |
| 22 agosto 2004 Stadio della pace e dell'amicizia, Il Pireo Durata: 1h:14 - Spettatori: 6 320 | Russia          | 0 - 3 | Cina            | 15-25, 16-25, 26-28               |
| 22 agosto 2004 Stadio della pace e dell'amicizia, Il Pireo Durata: 1h:07 - Spettatori: 7 540 | Cuba            | 0 - 3 | Stati Uniti     | 22-25, 12-25, 19-25               |

#### Classifica
| Pos | Squadra         | Pt | G | V | P | SV | SP | Ratio | PF  | PS  | Ratio |
| --- | --------------- | -- | - | - | - | -- | -- | ----- | --- | --- | ----- |
| 1.  | Cina            | 9  | 5 | 4 | 1 | 14 | 4  | 3,500 | 429 | 346 | 1,240 |
| 2.  | Russia          | 8  | 5 | 3 | 2 | 11 | 8  | 1,375 | 426 | 388 | 1,098 |
| 3.  | Cuba            | 8  | 5 | 3 | 2 | 11 | 10 | 1,100 | 443 | 460 | 0,963 |
| 4.  | Stati Uniti     | 7  | 5 | 2 | 3 | 11 | 10 | 1,100 | 472 | 467 | 1,011 |
| 5.  | Germania        | 7  | 5 | 2 | 3 | 7  | 11 | 0,636 | 387 | 414 | 0,935 |
| 6.  | Rep. Dominicana | 6  | 5 | 1 | 4 | 3  | 14 | 0,214 | 334 | 416 | 0,803 |

### Fase finale
|  | Quarti | Quarti        | Quarti |  |    | Semifinali | Semifinali | Semifinali |                 |                 | Finale          | Finale  | Finale |
|  |        |               |        |  |    |            |            |            |                 |                 |                 |         |        |
|  | 1A     | Brasile       | 3      |  |    |            |            |            |                 |                 |                 |         |        |
|  | 1A     | Brasile       | 3      |  |    |            |            |            |                 |                 |                 |         |        |
|  | 4B     | Stati Uniti   | 2      |  |    |            |            |            |                 |                 |                 |         |        |
|  | 4B     | Stati Uniti   | 2      |  | 1A | Brasile    | 2          |            |                 |                 |                 |         |        |
|  |        |               |        |  | 1A | Brasile    | 2          |            |                 |                 |                 |         |        |
|  |        |               |        |  |    | 2B         | Russia     | 3          |                 |                 |                 |         |        |
|  | 3A     | Corea del Sud | 0      |  |    | 2B         | Russia     | 3          |                 |                 |                 |         |        |
|  | 3A     | Corea del Sud | 0      |  |    |            |            |            |                 |                 |                 |         |        |
|  | 2B     | Russia        | 3      |  |    |            |            |            |                 |                 |                 |         |        |
|  | 2B     | Russia        | 3      |  |    |            |            |            |                 | 2B              | Russia          | 2       |        |
|  |        |               |        |  |    |            |            |            |                 | 2B              | Russia          | 2       |        |
|  |        |               |        |  |    |            |            |            |                 |                 | 1B              | Cina    | 3      |
|  | 2A     | Italia        | 2      |  |    |            |            |            |                 |                 | 1B              | Cina    | 3      |
|  | 2A     | Italia        | 2      |  |    |            |            |            |                 |                 |                 |         |        |
|  | 3B     | Cuba          | 3      |  |    |            |            |            |                 |                 |                 |         |        |
|  | 3B     | Cuba          | 3      |  | 3B | Cuba       | 2          |            | Finale 3° posto | Finale 3° posto | Finale 3° posto |         |        |
|  |        |               |        |  | 3B | Cuba       | 2          |            |                 |                 |                 |         |        |
|  |        |               |        |  |    | 1B         | Cina       | 3          |                 |                 | 1A              | Brasile | 1      |
|  | 4A     | Giappone      | 0      |  |    |            | Cina       | 3          |                 |                 | 1A              | Brasile | 1      |
|  | 4A     | Giappone      | 0      |  |    |            |            |            |                 | 3B              | Cuba            | 3       |        |
|  | 1B     | Cina          | 3      |  |    |            |            |            |                 |                 | Cuba            | 3       |        |
|  | 1B     | Cina          | 3      |  |    |            |            |            |                 |                 |                 |         |        |

#### Quarti di finale
| 24 agosto 2004 Stadio della pace e dell'amicizia, Il Pireo Durata: 20h:14 - Spettatori: 8 150 | Brasile       | 3 - 2 | Stati Uniti | 25-22, 25-20, 22-25, 25-27, 15-6  |
| 24 agosto 2004 Stadio della pace e dell'amicizia, Il Pireo Durata: 1h:09 - Spettatori: 2 780  | Corea del Sud | 0 - 3 | Russia      | 17-25, 15-25, 22-25               |
| 24 agosto 2004 Stadio della pace e dell'amicizia, Il Pireo Durata: 1h:45 - Spettatori: 7 680  | Italia        | 2 - 3 | Cuba        | 23-25, 25-14, 25-22, 14-25, 12-15 |
| 24 agosto 2004 Stadio della pace e dell'amicizia, Il Pireo Durata: 1h:15 - Spettatori: 3 520  | Giappone      | 0 - 3 | Cina        | 20-25, 22-25, 20-25               |

#### Semifinali
| 26 agosto 2004 Stadio della pace e dell'amicizia, Il Pireo Durata: 2h:02 - Spettatori: 8 150 | Brasile | 2 - 3 | Russia | 25-18, 25-21, 22-25, 26-28, 14-16 |
| 26 agosto 2004 Stadio della pace e dell'amicizia, Il Pireo Durata: 1h:51 - Spettatori: 5 120 | Cuba    | 2 - 3 | Cina   | 22-25, 20-25, 25-17, 25-23, 10-15 |

#### Finale 3º posto
| 28 agosto 2004 Stadio della pace e dell'amicizia, Il Pireo Durata: 1h:32 - Spettatori: 4 200 | Brasile | 1 - 3 | Cuba | 22-25, 22-25, 25-14, 17-25 |

#### Finale
| 28 agosto 2004 Stadio della pace e dell'amicizia, Il Pireo Durata: 2h:07 - Spettatori: 4 242 | Russia | 2 - 3 | Cina | 30-28, 27-25, 20-25, 23-25, 12-15 |

## Podio

### Campione
Formazione: 2 Feng, 3 Yang, 4 Liu, 6 Li, 7 Zhou, 8 Zhao, 9 Zhang Y., 10 Chen J., 12 Song, 15 Wang, 16 Zhang N., 18 Zhang P., CT: Chen Z.

### Secondo posto
Formazione: 2 Tebenichina, 4 Batuchtina, 5 Sokolova, 7 Safronova, 8 Artamonova, 9 Tiščenko, 10 Čukanova, 11 Gamova, 12 Šešenina, 13 Sorokina, 14 Plotnikova, 16 Nikolaeva, CT: Karpol'

### Terzo posto
Formazione: 1 Ruiz, 3 Carrillo, 5 Martínez, 6 Ramírez, 8 Ortíz, 10 Fernández, 11 Mesa, 12 R. Calderón, 13 Muñoz, 16 Téllez, 17 Sánchez, 18 Barros, CT: L. Calderón

## Classifica finale
| Pos | Squadre         |
| --- | --------------- |
|     | Cina            |
|     | Russia          |
|     | Cuba            |
| 4   | Brasile         |
| 5   | Corea del Sud   |
| 5   | Giappone        |
| 5   | Italia          |
| 5   | Stati Uniti     |
| 9   | Germania        |
| 9   | Grecia          |
| 9   | Kenya           |
| 9   | Rep. Dominicana |

## Premi individuali
| Premio                 | Nome             | Squadra     |
| ---------------------- | ---------------- | ----------- |
| MVP                    | Feng Kun         | Cina        |
| Miglior realizzatrice  | Ekaterina Gamova | Russia      |
| Miglior attaccante     | Zhang Ping       | Cina        |
| Miglior muro           | Ekaterina Gamova | Russia      |
| Miglio servizio        | Zoila Barros     | Cuba        |
| Miglior palleggiatrice | Feng Kun         | Cina        |
| Miglior ricevitrice    | Zhang Na         | Cina        |
| Miglio difesa          | Stacy Sykora     | Stati Uniti |
| Miglior libero         | Paola Cardullo   | Italia      |